# Richard Prager
Richard A. Prager (30 de noviembre de 1883 – 20 de julio de 1945) fue un astrónomo alemán nacionalizado estadounidense.

## Semblanza
Prager nació en Hannover, Alemania. Se empleó como ayudante en la Academia Alemana de Ciencias en 1908. Al año siguiente pasó a dirigir el Observatorio Nacional en Santiago de Chile, donde permaneció hasta 1913. A continuación regresó a Berlín, pasando a ser observador en el Observatorio de Berlín-Babelsberg . A partir de 1916 ejerció como profesor. 
Fue uno de los pioneros de la fotometría estelar fotoeléctrica. Fue conocido por su trabajo en el campo de estrellas variables, realizando numerosas contribuciones al Astronomische Nachrichten en este tema.
En 1938 fue encarcelado por los nazis. Sus amigos en Inglaterra obtuvieron su liberación en 1939, y se trasladó a los Estados Unidos, donde aceptó un puesto en el Observatorio de Harvard. Aun así, su salud se había resentido durante su encarcelamiento y separación de su familia, y murió seis años más tarde.

## Eponimia
- El cráter lunar Prager lleva este nombre en su memoria.[2]